# Delżyłer
Delżyłer (ukr. Дельжилер) – wieś na Ukrainie, w rejonie białogrodzkim obwodu odeskiego. Wieś liczy 4071 mieszkańców. 97% mieszkańców stanowią Bułgarzy.
Znajduje się w południowej Besarabii. Wcześniej do XVIII wieku miejscowość była zamieszkiwana przez tabor tatarów. Po przyłączeniu terytorium do Rosyjskiego Imperium w 1818 roku w miejscu taboru została założona wieś przez bułgarskich emigrantów. W latach 1947–2016 nazywała się Dmytriwka.